# Troy Aikman NFL Football
Troy Aikman NFL Football is een computerspel dat werd ontwikkeld door Tradewest en uitgegeven door Williams Entertainment. Het spel kwam in 199 uit voor de Sega Mega Drive. Een jaar later volgde een release voor de Atari Jaguar en de SNES. Met het spel kan de speler American Football spelen en een NFL topspeler worden. Het spel kan gespeeld worden in de modi: voorseizoen, seizoen of door gebruiker gegenereerd seizoen. Het spel bevat een beperkte hoeveelheid gedigitaliseerde spraak van de scheidsrechter en de toeschouwers. De spelstand kan worden opgeslagen.

## Platforms
| Jaar | Platform        |
| ---- | --------------- |
| 1994 | Sega Mega Drive |
| 1995 | Jaguar, SNES    |

## Ontvangst
| Beoordeeld door                      | Platform        | Datum          | Score |
| ------------------------------------ | --------------- | -------------- | ----- |
| GamePro (USA)                        | SNES            | september 1994 | 90%   |
| Game Players                         | Sega Mega Drive | oktober 1994   | 77%   |
| Game Players                         | SNES            | september 1994 | 73%   |
| ST-Computer                          | Jaguar          | mei 1995       | 71%   |
| Video Games & Computer Entertainment | Sega Mega Drive | november 1994  | 70%   |
| Video Games & Computer Entertainment | Jaguar          | mei 1995       | 70%   |
| GamePro (USA)                        | Sega Mega Drive | oktober 1994   | 70%   |
| Electronic Gaming Monthly (EGM)      | Sega Mega Drive | oktober 1994   | 67%   |
| GamePro (USA)                        | Jaguar          | mei 1995       | 50%   |
| Total! (Duitsland)                   | SNES            | november 1994  | 40%   |